# Korpilahti
Korpilahti este o fostă comună din Finlanda.